# Protonemura berberica
Protonemura berberica är en bäcksländeart som beskrevs av Vinçon och Sánchez-ortega 1999. Protonemura berberica ingår i släktet Protonemura och familjen kryssbäcksländor. Inga underarter finns listade i Catalogue of Life.